# Santarka, Korosten
Santarka (în ucraineană Сантарка) este un sat în comuna Ușomîr din raionul Korosten, regiunea Jîtomîr, Ucraina.

## Demografie
Componența lingvistică a localității Santarka
     Ucraineană (99,63%)
     Alte limbi (0,37%)
Conform recensământului din 2001, majoritatea populației localității Santarka era vorbitoare de ucraineană (99,63%), existând în minoritate și vorbitori de alte limbi.